# Roztyly (metrostation)
Rotztyly is een metrostation in Praag aan de lijn C. Het station, dat in 1980 is geopend, ligt tussen Kačerov en Chodov.
Letňany · Prosek · Střížkov · Ládví · Kobylisy · Nádraží Holešovice · Vltavská · Florenc · Hlavní nádraží · Muzeum · I. P. Pavlova · Vyšehrad · Pražského povstání · Pankrác · Budějovická · Kačerov · Roztyly · Chodov · Opatov · Háje